# 闇に潜む男
『闇に潜む男』（やみにひそむおとこ、(The) Man Under Cover）は、1922年に公開されたアメリカ合衆国の映画で、トッド・ブラウニングが監督し、ハーバート・ローリンソンとジョージ・ハーナンデスが主演した犯罪映画。本作のコピーのひとつは、ニューヨーク近代美術館 (MoMA) に所蔵されている。

## あらすじ
以下は、当時の映画雑誌の紹介による。
ペテン師のポール・ポーター（ローリンソン）は、相棒のダディ・モファット（ハーナンデス）と故郷の町に戻ったところ、今では銀行の会計係に納まっているかつての仲間ホルト・ラングドン（プリング）がトラブルに巻き込まれていることを知る。ホルトは、25,000ドルを必要としていた。その晩、ポールとダッドは、地元の銀行を「破って crack」ホルトを助け出そうと決意する。ところが二人がその晩銀行に入り込むと、ホルトは自殺していた。ふたりは、ホルトが25,000ドルの現金不足を起こした原因の証拠も見つける。ふたりは、ホルトへの友情から、また、かつて少年時代のポールが想いを寄せていたホルトの妹マーガレット（ベッドフォード）のためも慮り、強盗が押し入って銀行の資金を守ろうとしたホルトが殺害されたかのように現場を細工する。事の成り行きは、ポールを深く反省させ、彼は犯罪から足を洗うことを決意する。彼はマーガレットが経営していた小さな新聞社を買い上げ、彼女を金銭上の窮地から救う。ポールとダッドは、町で二人の詐欺師たちが、架空の油田をネタに何千ドルもの荒稼ぎをしていることを知る。ふたりは連中を出し抜こうとする。弁護士であるカルペッパー大佐（マークス）の助けを得たふたりは、自分たちも架空の油田の話を持ち出し、油井の噴出をでっち上げる。これに騙された詐欺師たちは、町の地下に本当に油田があると思い込み、高値で土地を買い漁った。こうしてポールは、詐欺師たちに騙し取られた金を町の人々に取り返すことができた。ポールはマーガレットに全てを話す。兄の悲劇を知った彼女は、ポールの過去の悪行を赦す。ふたりは一緒に幸福を見つける。

## キャスト
- ハーバート・ローリンソン - Paul Porter
- ジョージ・ハーナンデス - Daddy Moffat
- ウィリアム・コートライト（英語版） - Mayor Harper（クレジットは、 William Courtwright）
- ジョージ・ウェッブ (George Webb) - Jones Wiley
- エドウィン・B・ティルトン（英語版） - 'Coal Oil' Chase（クレジットは、Edwin Booth Tilton）
- ジェラルド・プリング（英語版） - Holt Langdon
- バーバラ・ベッドフォード - Margaret Langdon
- ウィリス・マークス（英語版） - Colonel Culpepper
- Betty Eliason - Kiddie
- Betty Stone - Kiddie

## 制作
原作者のルイス・ヴィクター・アイティンジは、殺人の罪で終身刑を受けてアリゾナ州の刑務所に収監されている間に、本作の脚本を執筆した。